# 一ツ橋出入口
一ツ橋出入口（ひとつばしでいりぐち）は、東京都千代田区にある首都高速道路5号池袋線の出入口である。
下り方向 (美女木JCT方面)の出入口のみ設置されているハーフインターチェンジである。
竹橋JCTに併設されている。首都高速都心環状線の北の丸出口は5号池袋線からの流出ができず、またその先の千代田トンネルは危険物積載車両の進入ができないため、当該車両の流出目的としても利用される。

## 接続する道路
- 東京都道402号錦町有楽町線

## 沿革
- 1969年（昭和44年）：一ツ橋入口供用開始
- 1999年（平成11年）3月29日：一ツ橋出口供用開始
- 2022年（令和4年）3月1日 : ETC車専用の入口となる[1]。

## 周辺
- 毎日新聞社
- 丸紅
- 竹橋駅

## 隣
首都高速5号池袋線
竹橋JCT/(27)一ツ橋出入口 - (501)西神田出入口